# Gai Gargoni
Gai Gargoni (en llatí Caius Gargonius) va ser un retòric romà mencionat per Sèneca.
Ciceró parla d'un cavaller romà del mateix nom, però no se sap si és la mateixa persona. Una persona també amb el mateix nom però segurament diferent, és ridiculitzada per Horaci. El nom apareix als manuscrits tant Gargoni (Gargonius) com Gorgoni (Gorgonius), i de vegades Gargius.